# Селма (Северна Каролина)
Селма (енгл. Selma) град је у америчкој савезној држави Северна Каролина.

## Демографија
По попису из 2010. године број становника је 6.073, што је 159 (2,7%) становника више него 2000. године.
| Група             | 2000.         | 2010.         |
| Белци             | 2.321 (39,2%) | 1.632 (26,9%) |
| Афроамериканци    | 2.385 (40,3%) | 2.262 (37,2%) |
| Азијати           | 11 (0,2%)     | 11 (0,2%)     |
| Хиспаноамериканци | 1.125 (19,0%) | 2.115 (34,8%) |
| Укупно            | 5.914         | 6.073         |